# Peribaea palaestina
Peribaea palaestina är en tvåvingeart som först beskrevs av Villeneuve 1934.  Peribaea palaestina ingår i släktet Peribaea och familjen parasitflugor. Inga underarter finns listade i Catalogue of Life.